# Малагасійський франк
Малагасійський франк (фр. franc malgache) — валюта Мадагаскару до 2005 року; поділявся на 100 сантимів. У 2005 замінений на Малагасійський аріарі.

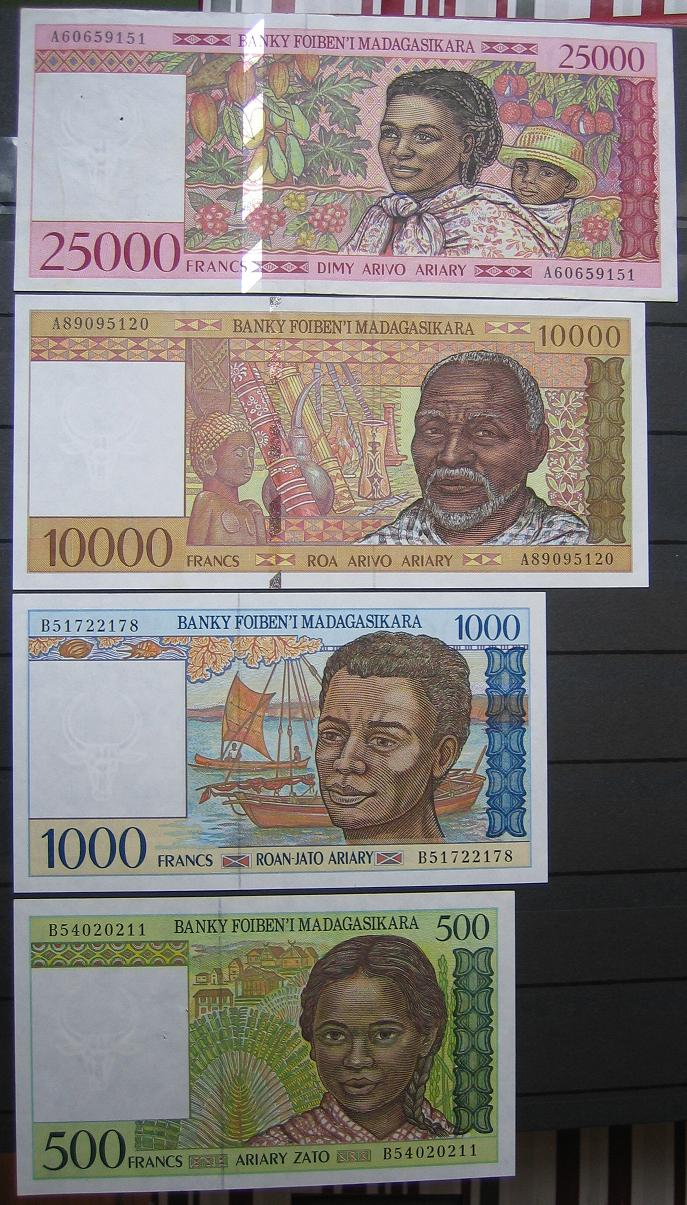
Останні банкноти Малагасійського франка

У 1896 році Мадагаскар став французькою колонією; спочатку як валюта використовувався французький франк. Малагасійський франк було введено у 1925 році; пізніше певний час в обігу перебував спільний для Мадагаскару та Коморських островів франк CFA. Перші монети Мадагаскару були викарбувані у 1943 році: 50 сантимів та 1 франк. Після одержання незалежності від Франції у 1961 році грошовою одиницею Мадагаскару знову стає малагасійський франк (номінали вказувалися як у франках, так і в аріарі).